# Dainis Ozols
Dainis Ozols (Smiltene, 9 november 1966) is een Lets voormalig wielrenner. Ozols won in 1992 een bronzen medaille op de wegrit op de Olympische Spelen, hij eindigde slechts drie seconden achter winnaar Fabio Casartelli. Ook in 1996 en 2000 was hij aanwezig op de Spelen, maar speelde toen geen rol van betekenis.

## Belangrijkste overwinningen
1989
- 5e etappe Giro delle Regioni, U23
- 4e etappe FBD Insurance Rás
- 9e etappe deel A FBD Insurance Rás
- Eindklassement FBD Insurance Rás

1992
- Eindklassement Regio Tour International
- Wegwedstrijd op de Olympische Spelen

1993
- 4e etappe Circuit Franco-Belge

1994
- 5e etappe Circuit Franco-Belge
- 7e etappe Circuit Franco-Belge
- Eindklassement Circuit Franco-Belge

1996
- 7e etappe Vredeskoers

1997
- Lets kampioen tijdrijden, Elite
- Eindklassement Ronde van Malopolska
- Eindklassement Ronde van Rijnland-Palts

1998
- Lets kampioen tijdrijden, Elite

1999
- Lets kampioen tijdrijden, Elite

2000
- 9e etappe Vredeskoers

## Resultaten in voornaamste wedstrijden
| Jaar | Ronde van Italië | Ronde van Frankrijk | Ronde van Spanje |
| ---- | ---------------- | ------------------- | ---------------- |
| 1995 |                  |                     | 50e              |

| Jaar | Luik-Bast.‑Luik |
| ---- | --------------- |
| 1995 | 63e             |

Abdoezjaparov ·
Blaudzun ·
van Bon ·
Boogerd ·
Bouwmans ·
Dekker ·
Jekimov ·
Maassen (tot 15/10) ·
Moncassin ·
Mulders ·
Neljoebin ·
Ozols ·
Piziks · 
Teutenberg ·
Van Den Bossche ·
Van Hooydonck ·
Vogels ·
de Vries ·
Wauters
- Nationale Bibliotheek van Letland: 000211199
- Virtual International Authority File: 316391178